# Les Sept Élus
Les Sept Élus (De Udvalgte) est un feuilleton télévisé danois en douze épisodes de 40 minutes, créé par Jens Dahl, Nikolaj Arcel et Nicolas Winding Refn et diffusé du 2 septembre au 22 novembre 2001 sur DR1.
En France, le feuilleton a été diffusé à partir de septembre 2003 sur Festival.

## Synopsis
Sept jeunes gens partagent un grand appartement, abandonné depuis des années, dont le loyer est dérisoire. Un matin, ils découvrent un cadavre et cet événement va déclencher toute une série de phénomènes fantastiques et mystérieux.

## Distribution
- Liv Corfixen (da) : Rikke Borgwardt
- Christian Grønvall (da) : Bo Mortensen
- Laura von Lindholm : Gry Rønne
- Ali Kazim (da) : Salim Malik
- Mette Louise Holland (da) : Regitze Kramer
- Kristoffer Kiørboe : Tor de Jonquiéres
- Scott Voloshin : Eric Lundholm

## Épisodes
1. Miriam (Miriam)
2. Trou noir (Blackout)
3. Qui est Else ? (Hvem fandem er Else ?)
4. Retour en 1906 (1906)
5. La Chambre froide (Carsteniet)
6. Le Mystère de la roche (Allan Ruud)
7. Le Coffre-fort (Boksen)
8. L'Élixir de Krieger (Krigers eleksir)
9. Le Glyphtographe (Glyphtografen)
10. La Dernière Expédition d'Emil Jansen (Emil Jansens sidste færd)
11. L'Homme dans la cave (Manden i kælderen)
12. Le Retour de Carstens (Emanuel Carstens)

## Commentaires
Les téléspectateurs danois ont réservé un accueil mitigé à ce feuilleton contrairement à la France où il a connu un certain succès, succès qui a conduit la chaîne Festival à le reprogrammer à plusieurs reprises. 